# Saint-Gondon
Saint-Gondon és un municipi francès, situat al departament del Loiret i a la regió de Centre – Vall del Loira. L'any 2007 tenia 1.031 habitants.

## Demografia

### Població
El 2007 la població de fet de Saint-Gondon era de 1.031 persones. Hi havia 418 famílies, de les quals 96 eren unipersonals (40 homes vivint sols i 56 dones vivint soles), 149 parelles sense fills, 161 parelles amb fills i 12 famílies monoparentals amb fills.
La població ha evolucionat segons el següent gràfic:
Habitants censats

### Habitatges
El 2007 hi havia 530 habitatges, 422 eren l'habitatge principal de la família, 79 eren segones residències i 29 estaven desocupats. 505 eren cases i 17 eren apartaments. Dels 422 habitatges principals, 349 estaven ocupats pels seus propietaris, 62 estaven llogats i ocupats pels llogaters i 10 estaven cedits a títol gratuït; 4 tenien una cambra, 28 en tenien dues, 81 en tenien tres, 123 en tenien quatre i 186 en tenien cinc o més. 308 habitatges disposaven pel capbaix d'una plaça de pàrquing. A 164 habitatges hi havia un automòbil i a 222 n'hi havia dos o més.

### Piràmide de població
La piràmide de població per edats i sexe el 2009 era:
| Homes | Edats   | Dones |
| ----- | ------- | ----- |
| 0     | 95 o +  | 0     |
| 4     | 90 a 94 | 4     |
| 0     | 85 a 89 | 24    |
| 8     | 80 a 84 | 4     |
| 12    | 75 a 79 | 24    |
| 16    | 70 a 74 | 28    |
| 16    | 65 a 69 | 16    |
| 36    | 60 a 64 | 28    |
| 24    | 55 a 59 | 16    |
| 44    | 50 a 54 | 32    |
| 32    | 45 a 49 | 56    |
| 36    | 40 a 44 | 20    |
| 20    | 35 a 39 | 24    |
| 28    | 30 a 34 | 20    |
| 20    | 25 a 29 | 32    |
| 16    | 20 a 24 | 12    |
| 28    | 15 a 19 | 24    |
| 28    | 10 a 14 | 20    |
| 48    | 5 a 9   | 20    |
| 28    | 0 a 4   | 8     |

## Economia
El 2007 la població en edat de treballar era de 640 persones, 489 eren actives i 151 eren inactives. De les 489 persones actives 450 estaven ocupades (251 homes i 199 dones) i 39 estaven aturades (18 homes i 21 dones). De les 151 persones inactives 54 estaven jubilades, 46 estaven estudiant i 51 estaven classificades com a «altres inactius».

### Ingressos
El 2009 a Saint-Gondon hi havia 449 unitats fiscals que integraven 1.152,5 persones, la mediana anual d'ingressos fiscals per persona era de 18.856 €.

### Activitats econòmiques
Dels 39 establiments que hi havia el 2007, 2 eren d'empreses alimentàries, 1 d'una empresa de fabricació de material elèctric, 6 d'empreses de fabricació d'altres productes industrials, 8 d'empreses de construcció, 10 d'empreses de comerç i reparació d'automòbils, 2 d'empreses de transport, 2 d'empreses d'hostatgeria i restauració, 1 d'una empresa immobiliària, 5 d'empreses de serveis i 2 d'empreses classificades com a «altres activitats de serveis».
Dels 11 establiments de servei als particulars que hi havia el 2009, 4 eren tallers de reparació d'automòbils i de material agrícola, 1 fusteria, 3 lampisteries, 2 electricistes i 1 perruqueria.
Dels 4 establiments comercials que hi havia el 2009, 1 era una botiga de més de 120 m², 1 una botiga de menys de 120 m², 1 una fleca i 1 una joieria.
L'any 2000 a Saint-Gondon hi havia 14 explotacions agrícoles que ocupaven un total de 1.016 hectàrees.

## Equipaments sanitaris i escolars
El 2009 hi havia una escola elemental integrada dins d'un grup escolar amb les comunes properes formant una escola dispersa.

## Poblacions més properes
El següent diagrama mostra les poblacions més properes.